# Longwarry
Longwarry – miasto w Australii, w stanie Wiktoria.